# Le Mystérieux Cercle Benedict (série télévisée)
Pour l’article homonyme, voir Le Mystérieux Cercle Benedict.
Le Mystérieux Cercle Benedict (The Mysterious Benedict Society) est une série télévisée américaine en seize épisodes d'environ 52 minutes, créée par Matt Manfredi (en) et Phil Hay (en) et diffusée entre le 25 juin 2021 et le 7 décembre 2022 sur la plateforme de streaming Disney+. Il s'agit de l'adaptation du roman jeunesse du même nom de Trenton Lee Stewart.

## Synopsis
Dans un monde qui vit dans la crainte permanente d'une crise mondiale baptisée « le Bouleversement », Reynie, Kate, Sticky et Constance, quatre enfants surdoués et orphelins, qui croyaient passer un examen pour être admis dans une prestigieuse académie, se voient en réalité recrutés par le scientifique excentrique et narcoleptique Nicholas Benedict pour empêcher cet évènement catastrophique en infiltrant l'Institut d'apprentissage pour la vérité et l'éveil de l'esprit, dont le discret directeur semble être l'instigateur.

## Distribution

### Acteurs principaux
- Mystic Inscho (VF : Aloïs Le Labourier Tiêu) : Reynard « Reynie » Muldoon
- Emmy DeOliveira (VF : Clara Quilichini) : Kate Wetherall
- Seth Carr (VF : Isaac Lobé Lebel) : George « Sticky » Washington
- Marta Kessler (VF : Elisa Bardeau) : Constance Contraire
- Tony Hale (VF : Anatole de Bodinat) : M. Nicholas Benedict / Dr L. D. Curtain
- Kristen Schaal (VF : Edwige Lemoine) : Numéro Deux, associée de Benedict
- MaameYaa Boafo (VF : Aurélie Konaté) : Rhonda Kazembe, associée de Benedict
- Ryan Hurst (VF : Sylvain Agaësse) : Milligan, associé de Benedict
- Gia Sandhu (VF : Julie Turin) : Mlle Perumal, tutrice de Reynie

### Acteurs récurrents
- Ricardo Ortiz : S. Q., fils adoptif de Curtain
- Saara Chaudry (en) (VF : Camille Donda) : Martina Crowe, chef de l'équipe de spiroballe de l'Institut
- Katherine Evans : Jillson, employée de Curtains
- Ben Cockell (VF : Benjamin Bollen) : Jackson, employé de Curtains
- Shannon Kook-Chun (VF : Anthony Carter) : M. Oshiro, enseignant de l'Institut
- Trenna Keating (en) (VF : Kahina Tagherset) : Dr Garrison, chargée de la Chuchoteuse

- Version française
  - Studio de doublage : Dubbing Brothers
  - Direction artistique : Marie-Laure Beneston
  - Adaptation : Sophie Arthuys

 Source et légende : version française (VF) sur RS Doublage et le carton de doublage sur Disney+

## Production

### Genèse et développement
Le 29 janvier 2023, la série est annulée.
La saison 2 est sortie le 26 octobre 2022 sur Disney+,.

## Épisodes

### Première saison (2021)
1. Des orphelins extraordinaires (A Bunch Of Smart Orphans)
2. Mission secrète (Carrying A Bird)
3. Les Messagers (Depends on the Wagon)
4. Pris la main dans le sac (A Whisper, Not a Shout)
5. La Chuchoteuse (The Art of Conveyance and Round-Trippery)
6. Le secret de M. Benedict (Run Silent, Run Deep)
7. La Danse de l'Orbe Céleste (The Dance of the Celestial Orb)
8. À l'assaut de la tour (Big Day Today)

### Deuxième saison (2022)
Cette deuxième saison de huit épisodes est disponible à partir du 26 octobre 2022.
1. Un voyage périlleux (A Perilous Journey)
2. Un peu de légèreté (A Bit of Light Chop)
3. Passagers clandestins (A Gold Bar in Fort Knox)
4. Libéré du superflu (Free of Pointless Command)
5. Sans expression (Blank Expression)
6. Un engagement envers tout ce qui est confortable (Commitment to All Things Cozy)
7. Une optique joyeuse (A Joyful Lens)
8. Une voie à double sens (A Two-Way Street)

## Accueil et Critiques
En mai 2023, soit seulement quelques mois après la diffusion de la seconde saison, Disney a décidé de supprimer la série de sa plateforme Disney + pour réaliser des économies avec une soixantaine d'autres séries, films originaux.